# Kallstroemia grandiflora
Espèce
Kallstroemia grandiflora est une espèce végétale de la famille des Zygophyllaceae, originaire du Mexique et du sud-ouest des États-Unis.

## Description morphologique

### Appareil végétatif
Cette plante rampante forme des tiges velues, ramifiées, pouvant mesurer 1 m de long. Seules les tiges florales sont capables de s'élever seules au-dessus du sol, jusqu'à 30 cm de hauteur. Les feuilles, opposées et paripennées, mesure globalement entre 2 et 6,5 cm, mais sont divisées en petits folioles

### Appareil reproducteur
La floraison a lieu entre mai et novembre.
Les fleurs apparaissent au sommet d'une tige florale dressée jusqu'à 30 cm au-dessus du sol. Elles mesurent environ 6 cm de diamètre et sont constituées de cinq grands pétales orange à base rouge. Elles possèdent 10 étamines et un ovaire à cinq lobes.

## Répartition et habitat
Cette plante vit dans les espaces dégagés sablonneux des déserts du Mexique et du sud des États-Unis. La limite nord de son aire de répartition s'étend du sud de l'Arizona à l'ouest du Texas.